# НФЛ в сезоне 1928
Девятый сезон Национальной футбольной лиги прошёл с 23 сентября по 16 декабря 1928 года. В соревнованиях приняло участие десять клубов. По разным причинам участия в сезоне не приняли «Кливленд Буллдогс», «Баффало Байзонс» и «Дулут Эскимос». Одно из освободившихся мест заняли «Детройт Вулверинс». Чемпионом была признана команда «Провиденс Стимроллерс».

## Чемпионат

### Межсезонье
В феврале 1928 года на ежегодной встрече владельцев команд президент лиги Джо Карр объявил о том, что предыдущий сезон стал самым посещаемым в истории НФЛ. Однако, в Кливленде, Баффало и Поттсвилле интерес болельщиков оставался низким. Это привело к тому, что владелец «Кливленд Буллдогс» Херберт Брандт решил приостановить выступления своей команды. Её место заняли «Детройт Вулверинс». Также от выступлений в сезоне отказались «Баффало Байзонс» и «Дулут Эскимос». Интерес к игре в НФЛ проявляли хозяева выставочной команды «Лос-Анджелес Бакканирс», но им не удалось договориться о достаточном количестве матчей с другими клубами. Были ликвидированы франшизы, для которых не удалось найти покупателей — в Акроне, Колумбусе, Хартфорде, Луисвилле, Милуоки и Рочестере. Серьёзные финансовые проблемы испытывали и «Поттсвилл Марунс», где владелец передал фактическое управление командой в руки её игроков.

### Регулярный чемпионат
«Провиденс Стимроллерс» открыли сезон уверенной победой над действующими чемпионами «Нью-Йорк Джайентс» со счётом 20:7. Затем команда проиграла «Франкфорду» и одержала ещё три победы. На этом отрезке сезона травму колена получил играющий тренер и лидер «Стимроллерс» Джимми Конзелмен. Другие фавориты чемпионата, «Джайентс», «Грин-Бэй Пэкерс» и «Чикаго Беарс», в это время испытывали проблемы. К началу ноября борьбу за победу вело всего три команды: «Провиденс», «Франкфорд» и «Детройт».
«Вулверинс» на старте чемпионата были самой результативной командой НФЛ, но их нападение допустило осечку в игре с прямыми конкурентами: 3 ноября «Детройт» проиграл «Франкфорду» 7:25. Через неделю «Детройт» играл в гостях против «Провиденса», где к матчу даже оборудовали дополнительные 500 мест на трибунах. Встреча завершилась победой «Стимроллерс» 7:0. Этот результат вывел «Детройт» из борьбы за титул.
«Франкфорд» традиционно пытался обеспечить себе преимущество за счёт большего числа матчей. В Филадельфии было запрещено играть по воскресеньям, поэтому команда проводила домашние матчи в субботу, а на следующий день уезжала в другой город. Ключевым в борьбе за титул стал уик-энд 17 и 18 ноября, когда «Йеллоу Джэкетс» и «Стимроллерс» сыграли между собой дважды. Первая встреча завершилась вничью 6:6. Игроки «Провиденс» смогли сравнять счёт после неудачного панта соперника в заключительной четверти. Меньше чем через сутки соперники вновь вышли на поле и преимущество было на стороне игроков «Франкфорда», привыкших играть по два матча за два дня. Несмотря на это, защита «Стимроллерс» позволила соперникам заработать только три первых дауна за матч, а Керли Оден занёс единственный тачдаун. Победив со счётом 6:0, «Провиденс» вышел на первое место в лиге. Затем «Стимроллерс» одержали победы над «Джайентс» и «Поттсвилл Марунс». Для завоевания титула команде было достаточно не проиграть в заключительном матче сезона против «Пэкерс». «Стимроллерс» добились ничьей 7:7, выиграв чемпионат НФЛ впервые в своей истории.
Среди неудачников сезона выделялись «Чикаго Кардиналс», одержавшие всего одну победу и пропустившие пять недель чемпионата из-за того, что владелец команды Крис О’Брайен не сумел договориться с потенциальными соперниками. Команда запомнилась лишь тем, что в её составе свой последний матч в лиге провёл Джим Торп.

## Позиции
В = выиграно матчей, П = проиграно матчей, Н = ничьи, П% = процент побед, НО = набрано очков, ПО = пропущено очков
| Команда                  | В  | П | Н | П%   | НО  | ПО  |
| ------------------------ | -- | - | - | ---- | --- | --- |
| Провиденс Стимроллерс    | 8  | 1 | 2 | 88,9 | 128 | 42  |
| Франкфорд Йеллоу Джэкетс | 11 | 3 | 2 | 78,6 | 175 | 84  |
| Детройт Волверинс        | 7  | 2 | 1 | 77,8 | 189 | 76  |
| Грин-Бэй Пэкерс          | 6  | 4 | 3 | 60,0 | 120 | 92  |
| Чикаго Беарс             | 7  | 5 | 1 | 58,3 | 182 | 85  |
| Нью-Йорк Джайентс        | 4  | 7 | 2 | 36,4 | 79  | 136 |
| Нью-Йорк Янкис           | 4  | 8 | 1 | 33,3 | 130 | 179 |
| Поттсвилл Марунс         | 2  | 8 | 0 | 20,0 | 74  | 134 |
| Чикаго Кардиналс         | 1  | 5 | 0 | 16,7 | 7   | 107 |
| Дейтон Трайэнглс         | 0  | 7 | 0 | 0,0  | 9   | 131 |

- Примечание: ничейные результаты не учитывались при определении положения команд до 1972 года